# Kangerluk

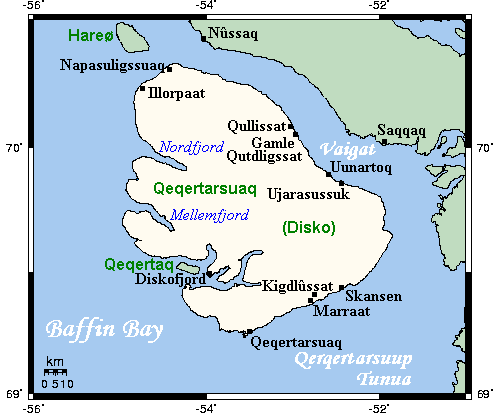
Kangerluk, ca. 35 km nordost om Qeqertarsuaq.

Kangerluk (danskt namn: Diskofjord) är en bosättning (danska: bygd) på Diskoön, i kommunen Qaasuitsup, Grönland. Kangerluk ligger cirka 35 km norr om tätorten Qeqertarsuaq (Godhavn) och har 22 invånare (2015).